# Tuggtobak

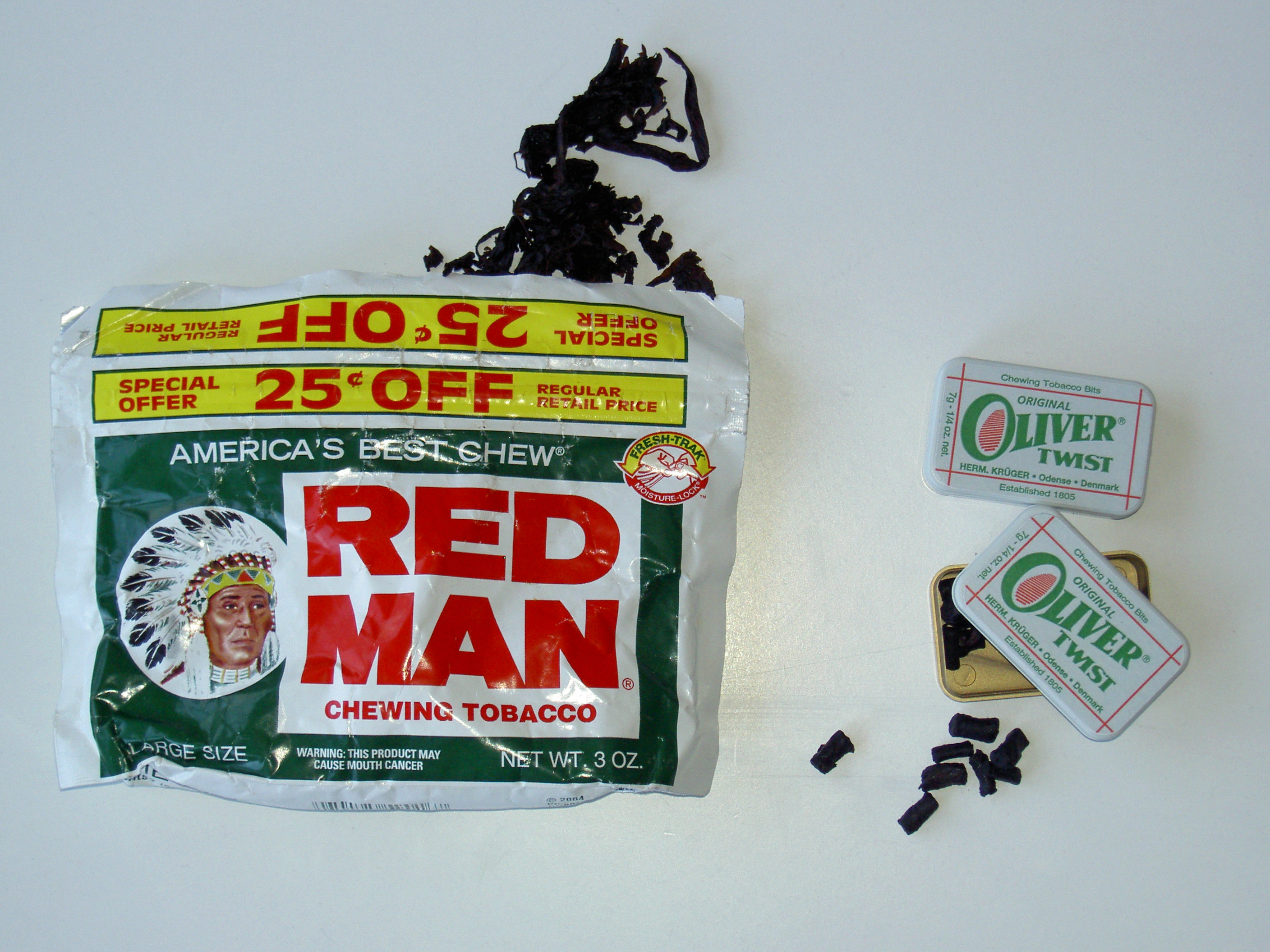
Amerikanska Red Man från Swedish Match och danska Oliver Twist är två välkända märken tuggtobak.

Tuggtobak är ofta en fläta av pressad och smaksatt tobak.
Att tugga tobak är ett av de äldsta sätten att konsumera tobak på. Det var de amerikanska urfolken som lärde europeiska nybyggare omkring 1500 att tugga tobak i uppiggande syfte. Swedish Match är den ledande tillverkaren av tuggtobak i USA med en marknadsandel på cirka 45% enligt årsrapporten 2009.